# Cuchillo de untar

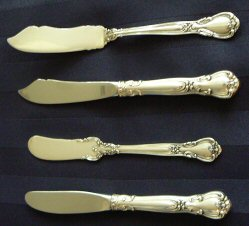
cuatro cuchillos de untar mantequilla con patrones Chantilly (elaborados en Gorham Manufacturing Company.

El cuchillo de untar se trata más de una herramienta para extraer y extender que de un cuchillo propiamente dicho. La denominación de este cuchillo se emplea frecuentemente también como cuchillo de mantequilla debido a su uso en la mesa cuando se desea untar mantequilla en una tostada u otro alimento (como puede ser la mermelada, el paté, marmite, etc) la denominación genérica de cuchillo de untar se refiere al mismo uso con alimentos en forma de pasta o ligeramente viscosos. 

## Características
Se trata de un cuchillo que carece de filo y que posee por regla general una punta roma o redondeada, la hoja suele ser de más superficie que un cuchillo normal. El tamaño se rige por la substancia que se empleará para untar, por regla general los cuchillos de paté suelen ser más pequeños que los de mantequilla.

## Colocación sobre la mesa
Este tipo de cubierto suele colocarse junto a la fuente que proporciona el alimento para untar: mantequilla, paté, caviar, etc. suele estar colocado sobre algún plato o servilleta adyacente a la fuente, nunca debe reposar sobre el mantel de la mesa, ya que es un cuchillo propenso a manchar debido a su uso. 